# Mario Nizolio

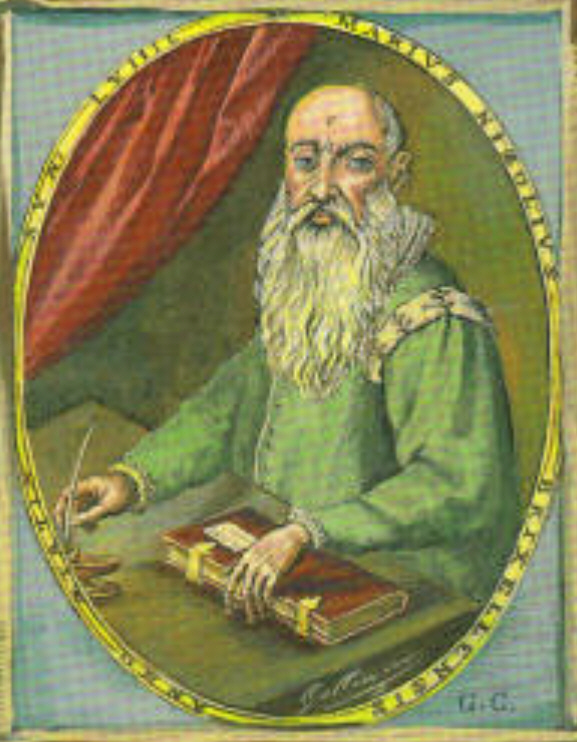
Mario Nizolio

Mario Nizolio (latinisiert Marius Nizolius; * 1498 in Brescello; † 1576 in Sabbioneta) war ein italienischer Philosoph und Humanist.
Nizolio lehrte an den Universitäten Parma und Sabbioneta. Berühmt wurde er durch seinen Thesaurus Ciceronianus, eine vielgelesene Verteidigung und Cicero-Charakteristik, die erstmals 1553 unter dem Titel De veris principiis et vera ratione philosophandi contra pseudophilosophos erschien und im 17. Jahrhundert unter dem Titel Antibarbarus philosophicus von seinem großen Bewunderer Gottfried Wilhelm Leibniz mit einem eigenen Vorwort versehen zweimal neu herausgegeben wurde.

## Textausgaben und Übersetzungen
- Klaus Thieme (Übersetzer): Marius Nizolius aus Bersello: Vier Bücher über die wahren Prinzipien und die wahre philosophische Methode. Gegen die Pseudophilosophen (= Humanistische Bibliothek, Reihe 2, Bd. 26). Fink, München 1980, ISBN 3-7705-1477-7